# 依布
依布（布農語：Ibu），是台灣布農族神話中的一位婦女，因為織的布被木柴弄壞而跟木柴發生衝突，間接導致「奇奇怪怪的時代」（Minpakalivan/Insaiantusinihumis）終結。

## 背景
依布生活在神話中「奇奇怪怪的時代」期間，當時人類和自然萬物間相處得非常融洽，甚至可以互相對談交流，而且食物非常豐饒且帶有神奇的力量，只要半顆小米就可以煮成滿滿一鍋、而族人要用柴火時也都不需要去撿，只要在庭院外大聲呼喚，木柴就會滾到家中。

## 傳說
有一天，依布又呼喚了柴火來家裡，但柴火在經過庭院（Bauk-lus）時不小心勾到了織布機的線，導致線全部都纏繞在一起，依布對此相當生氣，大罵木柴、甚至要它們滾回山中，木柴因為自己好心幫助人類卻還受到這種對待，相當不開心，宣布植物與人類斷交，不會再聽他們使喚，人類想要燒柴必須自己去撿。
此外，樹木也改變了自己生長的地方，像松樹那種適合燒柴的木頭就遠離了布農族人的居住地，住在深山裡面，且每次族人去採它們時都會被其樹枝或樹幹打、適合蓋房子的硬木（Tul-mus）則跑到懸崖上峭壁上讓族人難以取得、難燒的栓皮礫（Hal-mut）雖然繼續住在人類附近，但因為它很難從外表看出到底有沒有被燒過，族人用它燒柴後整理營地時總要親自去摸，把自己弄得髒兮兮的。
因為這樣，「奇奇怪怪的時代」開始走向結束，布農族人的生活則越來越辛苦。